# Diadenis Lunaová
Diadenis Luna-Castellano, (* 11. září 1975 Santiago, Kuba) je bývalá reprezentantka Kuby v judu. Je držitelkou bronzové olympijské medaile.

## Sportovní kariéra
S judem začala ve 13 letech v rodném městě. Po olympijských hrách v Barceloně se stala jedničkou na Kubě v polotěžké váze a tuto pozici hájila sedm let. V roce 1996 vybojovala bronzovou olympijskou medaili na olympijských hrách v Atlantě, když ve druhém kole zaváhala proti Francouzce Essombeové. V roce 1998 se měnily váhové limity a nový limit polotěžké váhy jí nesedl. Po neúspěchu na olympijských hrách v Sydney v roce 2000 jí z pozice reprezentační jedničky vytlačila Yurisel Labordeová.

## Výsledky
| Turnaj                  | 1993           | 1994           | 1995           | 1996           | 1997           | 1998           | 1999           | 2000           |
| Turnaj                  | 18             | 19             | 20             | 21             | 22             | 23             | 24             | 25             |
| Turnaj                  | polotěžká váha | polotěžká váha | polotěžká váha | polotěžká váha | polotěžká váha | polotěžká váha | polotěžká váha | polotěžká váha |
| ----------------------- | -------------- | -------------- | -------------- | -------------- | -------------- | -------------- | -------------- | -------------- |
| Olympijské hry          |                |                |                | 3.             |                |                |                | 5.             |
| Mistrovství světa       | 7.             |                | 1.             |                | 2.             |                | 3.             |                |
| Panamerické hry         |                |                | 1.             |                |                |                | 1.             |                |
| Panamerické mistrovství |                | —              |                | —              | 1.             | 1.             | —              | —              |